# Dale Sedi
Dale Sedi ou Dale Sadi est un woreda de l'ouest de l'Éthiopie situé dans la zone Kelam Welega de la région Oromia. Issu d'une scission de l'ancien woreda Dale Lalo, Dale Sedi a 74 039 habitants en 2007 et son centre administratif est Haro Sebu.

## Origine
Le woreda Dale Sedi est issu avec son voisin oriental Lalo Kile de la scission d'un ancien woreda appelé Dale Lalo[réf. souhaitée].
La scission date probablement de la fin des années 1990 ou du début des années 2000[réf. souhaitée].
Dès 2006, Dale Sedi et Lalo Kile sont mentionnés séparément dans l'Atlas of the Ethiopian rural economy.

## Situation
Situé dans l'est de la zone Kelam Welega, Dale Sedi est limitrophe de la zone Mirab Welega au nord et de la zone Illubabor au sud. Il est bordé dans la zone Kelam Welega par les woredas Lalo Kile à l'est et Dale Wabera à l'ouest.
Son centre administratif, Haro Sebu,, s'appelle aussi Alem Teferi et se trouve à quelques kilomètres de la route Gambela-Nekemte.[à vérifier].

## Population
Au recensement national de 2007, le woreda Dale Sedi compte 74 039 habitants.
La majorité des habitants (56 %) sont protestants, 26 % sont musulmans et 18 % sont orthodoxes.
Haro Sebu qui a 4 721 habitants en 2007 est la seule agglomération recensée dans le woreda.
En 2022, la population du woreda est estimée à 106 704 personnes avec une densité de population de 184 personnes par km2 et 579 km2 de superficie.